# Plzeň városi járás

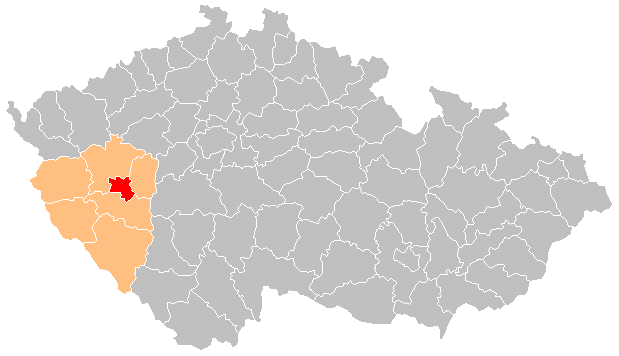
Plzeň városi járás

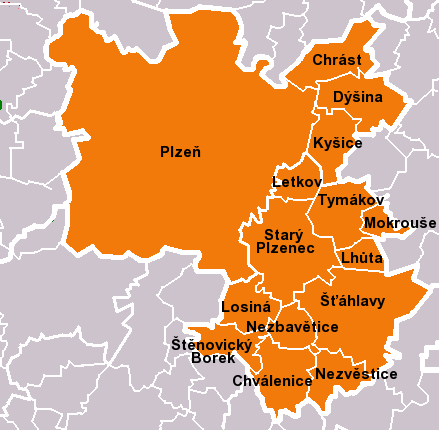
Plzeň városi járás települései

Plzeň városi járás (csehül: Okres Plzeň-město) közigazgatási egység Csehország Plzeňi kerületében. Székhelye Plzeň. Lakosainak száma 191 048 fő (2009). Területe 261,46 km².

## Városai és községei
A városok félkövér, a községek álló betűkkel szerepelnek a felsorolásban.
Chrást •
Chválenice •
Dýšina •
Kyšice •
Letkov •
Lhůta •
Losiná •
Mokrouše •
Nezbavětice •
Nezvěstice •
Plzeň •
Šťáhlavy •
Starý Plzenec •
Štěnovický Borek •
Tymákov

## Fordítás
- Ez a szócikk részben vagy egészben  a   Plzeň-City District című angol Wikipédia-szócikk ezen változatának fordításán alapul.  Az eredeti cikk szerkesztőit annak laptörténete sorolja fel. Ez a jelzés csupán a megfogalmazás eredetét és a szerzői jogokat jelzi, nem szolgál a cikkben szereplő információk forrásmegjelöléseként.
- Ez a szócikk részben vagy egészben  az   Okres Plzeň-město című cseh Wikipédia-szócikk ezen változatának fordításán alapul.  Az eredeti cikk szerkesztőit annak laptörténete sorolja fel. Ez a jelzés csupán a megfogalmazás eredetét és a szerzői jogokat jelzi, nem szolgál a cikkben szereplő információk forrásmegjelöléseként.